# Thunder Force V
Thunder Force V är ett shoot 'em up-spel utvecklat av Technosoft och ursprungligen utgivet till Sega Saturn 1997 i Japan. Spelet släpptes även i så kallad specialpaktering, där köparen fick en CD-skiva med remixversioner av musik från Thunder Force-spelen.
Spelet porterades även till Sega Saturn, och släpptes 1998 i USA till Playstation under namnet Thunder Force V: Perfect System, då på Working Designs etikett SPAZ.

## Handling
I stället för de tidigare spelens konflikt mellan Galaxfederationen och Ornimperiet, hotas här Jorden av en utomjordisk art, som hotar att förinta Jorden och hela dess befolkning. Spelaren styr en rymdfarkost, och skall rädda Jorden från undergång.

### Fotnoter
1. ↑  ”Thunder Force V (Special Pack)” (på engelska). Mobygames. 18 mars 1997. http://www.mobygames.com/game/thunder-force-v-special-pack. Läst 14 maj 2015.
2. ↑  ”Thunder Force V (Perfect System)” (på engelska). Mobygames. 18 mars 1997. http://www.mobygames.com/game/thunder-force-v-perfect-system. Läst 14 maj 2015.